# Os Senhores da Terra
Os Senhores da Terra é um filme brasileiro de 1970, dos gêneros Drama e Aventura, escrito, produzido e dirigido por Paulo Thiago que também compôs as letras das canções ouvidas no filme, interpretadas por Maria Lúcia Godoy, Guttemberg Guarabyra e Luís Gonzaga Jr.. As filmagens foram feitas na cidade mineira de Aimorés, no vale do Rio Doce, terra natal do cineasta Paulo Thiago. A história alegórica foi inspirada em acontecimentos reais, como o do coronel Bimbim, que recebeu a polícia a bala em 1958, após ser acusado da morte de um prefeito.

## Sinopse
Na cidade do interior de Minas Gerais chamada Degredo, que recebeu esse nome por ser uma antiga colônia penal do império para presos políticos, o grande criador de gado Coronel Floro e seus jagunços atemorizam e exercem o poder sobre todos. Ao assassinar o prefeito numa cerimônia pública, o Coronel é jurado de morte pelo seu maior inimigo, o Coronel Mendes Medeiros, antigo comandante militar. Medeiros chama o matador profissional Judas que resolve se disfarçar de jagunço para escolher a melhor hora para assassinar o Coronel Floro. Mas ele se interessa pela enteada do coronel, a solitária Rosa Viviana, e demora para cumprir o acordo. O Coronel Mendes resolve então se aproveitar do apoio de um recém-chegado engenheiro enviado pelo governo para supervisionar a construção de duas represas na região e se alia ao Delegado Militar da cidade para perseguir o Coronel Floro.

## Elenco
- Rodolfo Arena...Coronel Floro
- Milton Moraes...Delegado
- Paulo Villaça...Engenheiro
- Roberto Bonfim...Judas
- Ausonia Bernardes...Rosa Viviana
- Angelito Mello...Coronel Mendes Medeiros
- Waldir Onofre
- Jorge Gomes
- Noemi de Andrade

## Ligações Externas
- Acervo fotográfico BCC
- Imdb